# Pre Pre Libertadores 1998
El torneo de fútbol Pre Pre Libertadores 1998 se jugó en Estados Unidos, en las ciudades de Chicago, Houston, Dallas y Los Ángeles entre agosto y septiembre de 1998 a partir de la tercera semana del campeonato Invierno 98. 
Participaron 10 equipos, el formato fue por medio de llaves de eliminación directa y lanzamiento de pénaltis en caso de empate. Los ganadores de cada llave se enfrentaban entre sí en semifinales hasta alcanzar la final. 
En el grupo A participaron  Santos, América, UNAM y Atlante; y en el grupo B Guadalajara, Monterrey, Cruz Azul y Tigres; Toluca y Necaxa participaron en una de las dos finales de manera directa.
Recordar que la Pre Pre Libertadores fue un torneo nacional creado en 1998, los ganadores tenían derecho a jugar la Copa Pre Libertadores entre equipos mexicanos y venezolanos, dicha copa daba el derecho a dos clubes de participar en la Copa Libertadores de América.

## Historia
Las acciones dieron inicio el 19 de agosto de 1998 en Chicago con el partido  Atlante contra  Santos, en el cual los guerreros se llevaron el triunfo 2-0. Un par de horas más tarde  América se llevaba la otra llave en penales con un 4-3 global, luego de empatar 0-0 contra los Pumas. Una semana después el día 26 de agosto en Houston las otras dos llaves vieron acción. Monterrey dio cuenta del  Cruz Azul vía péntaltis 5-4, luego de haber empatado en un emocionante encuentro 2-2, la pandilla avanzó a semifinales con un global de 7-6. Y el Guadalajara despachó rápido al  Tigres con la mínima diferencia, descartando así el primer clásico regio en tierras americanas. Las semifinales se jugarían en Dallas, Tx, Santos enfrentaría al América y los Rayados de Monterrey a las Chivas de Guadalajara. El 2 de septiembre Santos venció 1-0 al América para acercarse aún más al sueño libertador. Luego de este partido el Guadalajara volvió a llevar a La Pandilla Rayada de Monterrey a penales, ya que  Luís García empató el duelo al minuto 91', después de que al minuto 45' Salvador Arévalo había puesto adelante a los del Cerro de la Silla. En penales con un equipo plagado de jóvenes y en el preludio de una crisis económica, los Rayados se alzaron con el triunfo 5-4 (global 6-5), luego de que Joel Sánchez de las Chivas errara su último disparo y Marcelino Bernal concretara el último de los Rayados. Así una de las finales se disputaba entre dos equipos del norte del país, Santos y Monterrey. La otra entre Necaxa y Toluca. El 9 de septiembre en Los Ángeles, California, Santos y Monterrey protagonizaron un partido de volteretas inolvidable con dos goles de último minuto de Sergio Alvín Pérez, para que el Monterrey derrotara al Santos por marcador de 4-3. En la otra llave el Necaxa derrotó al Toluca por 3 goles a 0. Así Rayados y Necaxa ganaron la Pre Pre Libertadores 1998 y obtuvieron el derecho de participar en la Copa Pre Libertadores junto a los equipos venezolanos Estudiantes de Mérida y Universidad de Los Andes, torneo que a la postre se llevarían el Monterrey y  Estudiantes de Mérida ganando su boleto a la Copa Libertadores 1999, dejando sorpresivamente fuera al poderoso Necaxa.

## Primera fase

### Grupo A
| 19 de agosto de 1998         | Atlante | 0:2 (0:0) | Santos                       | Soldier Field, Chicago |  |
|                              |         | Reporte   | Ríos 49' · Torres Servín 90' |                        |  |
| Santos avanzó a semifinales. |         |           |                              |                        |  |

| 19 de agosto de 1998          | UNAM | 0:0 (3:4 p.) | América | Soldier Field, Chicago |  |
|                               |      | Reporte      |         |                        |  |
| América avanzó a semifinales. |      |              |         |                        |  |

### Grupo B
| 26 de agosto de 1998              | Guadalajara   | 1:0 (0:0) | Tigres | Robertson Stadium, Houston |  |
|                                   | del Ángel 86' | Reporte   |        |                            |  |
| Guadalajara avanzó a semifinales. |               |           |        |                            |  |

| 26 de agosto de 1998             | Cruz Azul                                                 | 2:2 (1:0) (4:5 p.)         | Monterrey                                                | Robertson Stadium, Houston |  |
|                                  | Palencia 38' 78'                                          | Reporte                    | Álvin Pérez 54' · Gómez 90'                              |                            |  |
|                                  |                                                           | Tiros desde el punto penal |                                                          |                            |  |
|                                  | Reynoso · Camoranesi · Galindo · Gabriel de Anda · Yegros |                            | Mohamed · Martínez Trimmer · Gómez · Ferreira · Amaral · |                            |  |
| Monterrey avanzó a la Semifinal. |                                                           |                            |                                                          |                            |  |

## Segunda fase

### Semifinales
| 2 de septiembre de 1998      | Guadalajara                               | 1:1 (0:1) (4:5 p.)         | Monterrey                                     | Cotton Bowl, Dallas |  |
|                              | García 90+1'                              | Reporte                    | Arévalo 45'                                   |                     |  |
|                              |                                           | Tiros desde el punto penal |                                               |                     |  |
|                              | García · Zárate · Ruiz · Chávez · Sánchez |                            | Mohamed · Domizzi · Gómez · Amaral · Bernal · |                     |  |
| Monterrey avanzó a la Final. |                                           |                            |                                               |                     |  |

| 2 de septiembre de 1998   | Santos       | 1:0 (0:0) | América | Cotton Bowl, Dallas |  |
|                           | Borgetti 81' | Reporte   |         |                     |  |
| Santos avanzó a la Final. |              |           |         |                     |  |

### Finales
| 9 de septiembre de 1998                           | Necaxa                          | 3:0 (2:0) | Toluca | Memorial Coliseum, Los Ángeles, California |  |
|                                                   | S. Zárate 32' · Vázquez 43' 77' | Reporte   |        |                                            |  |
| Necaxa clasificó a la Copa Pre Libertadores 1999. |                                 |           |        |                                            |  |

| 9 de septiembre de 1998                              | Santos                                            | 3:4 (0:2) | Monterrey                                        | Memorial Coliseum, Los Ángeles, California |  |
|                                                      | Santos 68' (pen.) · Borgetti 69' · González 90+2' | Reporte   | Amaral 19' · Domizzi 22' · Pérez Núñez 90' 90+3' |                                            |  |
| Monterrey clasificó a la Copa Pre Libertadores 1999. |                                                   |           |                                                  |                                            |  |